# Helena Dánská
Helena Dánská (německy Helena von Dänemark, 1180? - 22. listopadu 1233, Lüneburg) byla hraběnka z Lüneburgu z dánské dynastie Valdemarů.

## Život
Narodila se jako jedna z dcer dánského krále Valdemara I. a Sofie z Novgorodu. V červenci 1202 byla bratrem Knutem provdána za Viléma, nejmladšího syna Jindřicha Lva a věrného straníka svého bratra Oty Brunšvického, čímž mělo být upevněno spojenectví mezi oběma dynastiemi. Roku 1204 porodila jediného syna a v prosinci roku 1213 ovdověla. Regentem nezletilého Oty se stal strýc Ota Brunšvický.
Helena zemřela o dvacet let později a byla pohřbena po manželově boku v benediktinském klášteře svatého Michaela v Lüneburgu.